# Rasim Reis
Rasim Reis, né le 16 novembre 1992 à Trabzon, est un coureur cycliste turc.

## Palmarès
- 2009
  -  Champion de Turquie du contre-la-montre juniors
- 2010
  - 2e du championnat de Turquie sur route juniors
  - 2e du championnat de Turquie du contre-la-montre juniors
- 2012
  - 2e du championnat de Turquie du contre-la-montre
- 2013
  - Champion des Balkans du contre-la-montre
  -  Médaillé de bronze du contre-la-montre aux Jeux méditerranéens
- 2014
  - 2e du championnat de Turquie sur route
- 2015
  - 3e du championnat de Turquie du contre-la-montre
  - 3e du Tour d'Aegean

## Classements mondiaux
| Année           | 2014 |
| --------------- | ---- |
| UCI Europe Tour | 411e |